# 希科里格羅夫鎮區 (愛荷華州傑斯帕縣)
希科里格羅夫鎮區（英語：Hickory Grove Township）是位於美國愛荷華州傑斯帕縣的一個行政鎮區。

## 地方資料
根據2010年美國人口普查的數據，希科里格羅夫鎮區的面積為93.32平方千米，當中陸地面積為93.24平方千米，而水域面積為0.08平方千米。當地共有人口292人，而人口密度為每平方千米3.13人。